# Championnat du monde de motocross 2003
Navigation
Édition précédente Édition suivante
Le championnat du monde de motocross 2003 compte 12 Grand-Prix. La catégorie 500 cm3 devient 650 cm3 et la catégorie 250 cm3 s'appelle MXGP.

## Grands Prix de la saison 2003
| Course n° | Date              | Grand Prix                          | Lieu                       | 125 cm3         | MXGP           | 650 cm3        |
| 1         | 30 mars 2003      | Grand Prix d'Espagne                | Bellpuig                   | Mickaël Maschio | Mickaël Pichon | Joël Smets     |
| 2         | 13 avril 2003     | Grand Prix des Pays-Bas             | Valkenswaard               | Steve Ramon     | Stefan Everts  | Joël Smets     |
| 3         | 4 mai 2003        | Grand Prix d'Europe                 | Teutschenthal              | Marc de Reuver  | Mickaël Pichon | Joël Smets     |
| 4         | 1er juin 2003     | Grand Prix d'Italie                 | Montevarchi                | Stefan Everts   | Stefan Everts  | Joël Smets     |
| 5         | 8 juin 2003       | Grand Prix de Bulgarie              | Sevlievo                   | Mickaël Maschio | Stefan Everts  | Joël Smets     |
| 6         | 22 juin 2003      | Grand Prix d'Autriche               | Kärtenring                 | Stefan Everts   | Ben Townley    | Joël Smets     |
| 7         | 6 juillet 2003    | Grand Prix de Suède                 | Uddevalla                  | Stefan Everts   | Ben Townley    | Joël Smets     |
| 8         | 20 juillet 2003   | Grand Prix de Belgique              | Namur                      | Stefan Everts   | Stefan Everts  | Joël Smets     |
| 9         | 10 août 2003      | Grand Prix des Pays-Bas             | Lierop                     | Stefan Everts   | Stefan Everts  | Cédric Melotte |
| 10        | 24 août 2003      | Grand Prix d'Allemagne              | Gaildorf                   | Stefan Everts   | Tyla Rattray   | Joël Smets     |
| 11        | 31 août 2003      | Grand Prix de la République tchèque | Loket                      | Stefan Everts   | Stefan Everts  | Joël Smets     |
| 12        | 14 septembre 2003 | Grand Prix de France                | Circuit Raymond Demy Ernée | Stefan Everts   | Stefan Everts  | Stefan Everts  |

Source

## Classement du Championnat du Monde 125 cm3
| Clas. | Pilote              | Pays             | Constructeur | Nombre de points | Nombre de victoires de GP | Nombre de podiums de GP |
| ----- | ------------------- | ---------------- | ------------ | ---------------- | ------------------------- | ----------------------- |
| 1     | Steve Ramon         | Belgique         | KTM          | 233              | 1                         | 7                       |
| 2     | Stefan Everts       | Belgique         | Yamaha       | 218              | 8                         | 8                       |
| 3     | Andrea Bartolini    | Italie           | Yamaha       | 206              |                           | 5                       |
| 4     | Mickaël Maschio     | France           | Kawasaki     | 202              | 2                         | 5                       |
| 5     | Erik Eggens         | Pays-Bas         | KTM          | 146              |                           | 2                       |
| 6     | Tyla Rattray        | Afrique du Sud   | KTM          | 137              |                           |                         |
| 7     | Marc De Reuver      | Pays-Bas         | KTM          | 136              | 1                         | 4                       |
| 8     | Alessio Chiodi      | Italie           | Yamaha       | 132              |                           | 2                       |
| 9     | Stephen Sword       | Grande-Bretagne  | KTM          | 131              |                           |                         |
| 10    | Luigi Seguy         | France           | Yamaha       | 116              |                           | 1                       |
| 11    | Ben Townley         | Nouvelle-Zélande | KTM          | 101              |                           | 2                       |
| 12    | Rodrig Thain        | France           | Husqvarna    | 78               |                           |                         |
| 13    | Marvin Van Daele    | Belgique         | KTM          | 77               |                           |                         |
| 14    | Nicolas Charlier    | France           | KTM          | 76               |                           |                         |
| 15    | Tanel Leok          | Estonie          | KTM          | 73               |                           |                         |
| 16    | Antoine Letellier   | France           | Yamaha       | 56               |                           |                         |
| 17    | Davide Guarneri     | Italie           | KTM          | 49               |                           |                         |
| 18    | Rui Goncalves       | Portugal         | Yamaha       | 48               |                           |                         |
| 19    | Pascal Leuret       | France           | KTM          | 47               |                           |                         |
| 20    | Juan Barreda        | Espagne          | TM           | 32               |                           |                         |
| 21    | Christian Stevanini | Italie           | Husqvarna    | 28               |                           |                         |
| 22    | David Philippaerts  | Italie           | KTM          | 27               |                           |                         |
| 23    | Wyatt Avis          | Afrique du Sud   | Yamaha       | 25               |                           |                         |
| 24    | Tom Church          | Grande-Bretagne  | KTM          | 23               |                           |                         |
| 25    | Thomas Traversini   | Italie           | Honda        | 23               |                           |                         |
| 26    | Aigar Leok          | Estonie          | KTM          | 21               |                           |                         |
| 27    | Jérémy Tarroux      | France           | Suzuki       | 19               |                           |                         |
| 28    | Jonathan Barragan   | Espagne          | KTM          | 18               |                           |                         |
| 29    | Philippe Dupasquier | Suisse           | KTM          | 15               |                           |                         |
| 30    | Jeff Dement         | États-Unis       | Yamaha       | 15               |                           |                         |

## Classement du Championnat du Monde MXGP
| Clas. | Pilote            | Pays               | Constructeur | Nombre de points | Nombre de victoires de GP | Nombre de podiums de GP |
| ----- | ----------------- | ------------------ | ------------ | ---------------- | ------------------------- | ----------------------- |
| 1     | Stefan Everts     | Belgique           | Yamaha       | 275              | 9                         | 10                      |
| 2     | Joël Smets        | Belgique           | KTM          | 235              |                           | 9                       |
| 3     | Mickaël Pichon    | France             | Suzuki       | 188              | 3                         | 6                       |
| 4     | Brian Jorgensen   | Danemark           | Honda        | 176              |                           | 4                       |
| 5     | Kenneth Gundersen | Norvège            | Kawasaki     | 150              |                           | 1                       |
| 6     | Andrew McFarlane  | Australie          | Kawasaki     | 141              |                           |                         |
| 7     | Marnicq Bervoets  | Belgique           | Yamaha       | 131              |                           | 1                       |
| 8     | Claudio Federici  | Italie             | Yamaha       | 127              |                           | 1                       |
| 9     | Kevin Strijbos    | Belgique           | Suzuki       | 121              |                           |                         |
| 10    | Yoshitaka Atsuta  | Japon              | Honda        | 117              |                           |                         |
| 11    | Gordon Crockard   | Irlande            | Honda        | 104              |                           | 2                       |
| 12    | Joshua Coppins    | Nouvelle-Zélande   | Honda        | 100              |                           | 2                       |
| 13    | Patrick Caps      | Belgique           | KTM          | 78               |                           |                         |
| 14    | James Dobb        | Grande-Bretagne    | KTM          | 73               |                           |                         |
| 15    | Antoine Méo       | France             | Kawasaki     | 53               |                           |                         |
| 16    | Christophe Martin | France             | Suzuki       | 50               |                           |                         |
| 17    | Marc Ristori      | Suisse             | Honda        | 48               |                           |                         |
| 18    | Johnny Aubert     | France             | Yamaha       | 47               |                           |                         |
| 19    | Paul Cooper       | Grande-Bretagne    | Husqvarna    | 43               |                           |                         |
| 20    | Carl Nunn         | Grande-Bretagne    | Kawasaki     | 40               |                           |                         |
| 21    | Avo Leok          | Estonie            | Honda        | 39               |                           |                         |
| 22    | James Noble       | Grande-Bretagne    | Honda        | 37               |                           |                         |
| 23    | Christian Burnham | Grande-Bretagne    | Honda        | 36               |                           |                         |
| 24    | Pit Beirer        | Allemagne          | KTM          | 29               |                           |                         |
| 25    | Manuel Monni      | Italie             | Honda        | 28               |                           |                         |
| 26    | Stuart Flockhart  | Grande-Bretagne    | Honda        | 23               |                           |                         |
| 27    | Michal Kadlecek   | République tchèque | Yamaha       | 22               |                           |                         |
| 28    | Lauris Freibergs  | Lettonie           | Honda        | 22               |                           |                         |
| 29    | Marko Kovalainen  | Finlande           | Kawasaki     | 20               |                           |                         |
| 30    | Vincent Turpin    | France             | Honda        | 15               |                           |                         |

## Classement du Championnat du Monde 650 cm3
| Clas. | Pilote             | Pays               | Constructeur | Nombre de points | Nombre de victoires de GP | Nombre de podiums de GP |
| ----- | ------------------ | ------------------ | ------------ | ---------------- | ------------------------- | ----------------------- |
| 1.    | Joël Smets         | Belgique           | KTM          | 290              | 10                        | 12                      |
| 2.    | Javier Garcia Vico | Espagne            | KTM          | 260              |                           | 12                      |
| 3.    | Cédric Melotte     | Belgique           | Honda        | 203              | 1                         | 7                       |
| 4.    | Danny Theybers     | Belgique           | Husaberg     | 147              |                           | 1                       |
| 5.    | Michal Kadlecek    | République tchèque | Yamaha       | 142              |                           |                         |
| 6.    | Roman Jelen        | Slovénie           | Honda        | 129              |                           | 1                       |
| 7.    | Fabrizio Dini      | Italie             | Honda        | 128              |                           |                         |
| 8.    | Antti Pyrhonen     | Finlande           | Yamaha       | 107              |                           |                         |
| 9.    | Bernd Eckenbach    | Allemagne          | KTM          | 102              |                           | 1                       |
| 10.   | Mark Eastwood      | Grande-Bretagne    | Honda        | 97               |                           |                         |
| 11    | Trampas Parker     | États-Unis         | KTM          | 94               |                           |                         |
| 12    | Thierry Bethys     | France             | Honda        | 89               |                           |                         |
| 13    | Avo Leok           | Estonie            | Honda        | 82               |                           |                         |
| 14    | Stuart Flockhart   | Grande-Bretagne    | Honda        | 62               |                           |                         |
| 15    | Joakim Karlsson    | Suède              | Husaberg     | 55               |                           |                         |
| 16    | James Noble        | Grande-Bretagne    | Honda        | 52               |                           |                         |
| 17    | Peter Iven         | Belgique           | KTM          | 52               |                           |                         |
| 18    | Mark Hucklebridge  | Grande-Bretagne    | KTM          | 48               |                           |                         |
| 19    | Christian Beggi    | Italie             | Honda        | 43               |                           |                         |
| 20    | Pierrick Paget     | France             | Honda        | 33               |                           |                         |
| 21    | Alessandro Zanni   | Italie             | Honda        | 33               |                           |                         |
| 22    | Daniele Bricca     | Italie             | Honda        | 33               |                           |                         |
| 23    | Manuel Priem       | Belgique           | KTM          | 31               |                           |                         |
| 24    | Juha Salminen      | Finlande           | KTM          | 30               |                           |                         |
| 25    | Saso Kragelj       | Slovénie           | Yamaha       | 29               |                           |                         |
| 26    | Jonas Edberg       | Suède              | KTM          | 28               |                           |                         |
| 27    | Stefan Everts      | Belgique           | Yamaha       | 25               | 1                         | 1                       |
| 28    | Yves Demaria       | France             | KTM          | 20               |                           | 1                       |
| 29    | Jonny Lindhe       | Suède              | Husqvarna    | 20               |                           |                         |
| 30    | Ken De Dycker      | Belgique           | KTM          | 19               |                           |                         |